# Sørøyane
Sørøyane est un archipel contenant la ville d'Herøy dans le comté de Møre og Romsdal, en mer de Norvège.
Au sud du Sunnmøre il comprend les îles habitées de :
- Nerlandsøya,
- Leinøya,
- Remøya (Rimøya),
- Bergsøya,
- Herøya,
- Runde,

et les îles inhabitées de :
- Skorpa,
- Svinøya.

À l'exception de Skorpa et Svinoya , toutes les grandes îles sont reliées par des ponts entre elles et à Gurskøya. 